# Wang Xiyu
Wang Xiyu (chiń. 王曦雨; pinyin Wáng Xīyǔ; ur. 28 marca 2001 w Taixing) – chińska tenisistka, mistrzyni juniorskiego Wimbledonu 2018 w grze podwójnej dziewcząt oraz juniorskiego US Open 2018 w grze pojedynczej dziewcząt.

## Kariera tenisowa
W swojej karierze wygrała w trzech turniejach singlowych i trzech deblowych rangi ITF. Najwyżej w rankingu WTA notowana była na 49. miejscu w singlu (9 stycznia 2023) i na 87. miejscu w deblu (14 października 2024).
W 2017 roku razem z Leą Bošković osiągnęła juniorski deblowy finał US Open, przegrywając w nim 1:6, 5:7 z Olgą Danilović i Martą Kostiuk.
W 2018 roku została mistrzynią Wimbledonu w grze podwójnej dziewcząt (w parze z Wang Xinyu), zwyciężając w finale z deblem Catherine McNally–Whitney Osuigwe.
W sezonie 2022 osiągnęła finał zawodów cyklu WTA 125 w Walencji, przegrywając w meczu mistrzowskim z Zheng Qinwen 4:6, 6:4, 3:6.

## Historia występów wielkoszlemowych
Legenda
     W, wygrany turniej
     F, przegrana w finale
     SF, przegrana w półfinale
     QF, przegrana w ćwierćfinale
     xR, przegrana w x rundzie
     A, brak startu
     NH, turniej nie odbył się

### Występy w grze pojedynczej
| Australian Open        | A | A   | A   | Q2  | Q3  | A   | 2R | 1R | 1R  | 2R | 0 / 4  | 2 – 4  |  |  |  |  |  |  |  |  |  |  |  |  |  |  |  |
| French Open            | A | A   | A   | Q2  | A   | 1R  | Q2 | 1R | 2R  |    | 0 / 3  | 1 – 3  |  |  |  |  |  |  |  |  |  |  |  |  |  |  |  |
| Wimbledon              | A | A   | A   | Q2  | NH  | Q2  | 1R | 1R | 1R  |    | 0 / 3  | 0 – 3  |  |  |  |  |  |  |  |  |  |  |  |  |  |  |  |
| US Open                | A | A   | A   | 1R  | A   | A   | 3R | 2R | 1R  |    | 0 / 4  | 3 – 4  |  |  |  |  |  |  |  |  |  |  |  |  |  |  |  |
|                        |   |     |     |     |     |     |    |    |     |    |        |        |  |  |  |  |  |  |  |  |  |  |  |  |  |  |  |
| Ranking na koniec roku | – | 592 | 200 | 143 | 123 | 128 | 50 | 72 | 102 |    | 0 / 14 | 6 – 14 |  |  |  |  |  |  |  |  |  |  |  |  |  |  |  |

### Występy w grze podwójnej
| Australian Open        | A | A   | A   | A   | A   | A   | A   | 1R  | 2R | 1R | 0 / 3 | 1 – 3 |  |  |  |  |  |  |  |  |  |  |  |  |  |  |  |
| French Open            | A | A   | A   | A   | A   | A   | A   | A   | 2R |    | 0 / 1 | 1 – 0 |  |  |  |  |  |  |  |  |  |  |  |  |  |  |  |
| Wimbledon              | A | A   | A   | A   | NH  | A   | 1R  | 1R  | 1R |    | 0 / 3 | 0 – 3 |  |  |  |  |  |  |  |  |  |  |  |  |  |  |  |
| US Open                | A | A   | A   | A   | A   | A   | A   | 1R  | 1R |    | 0 / 2 | 0 – 2 |  |  |  |  |  |  |  |  |  |  |  |  |  |  |  |
|                        |   |     |     |     |     |     |     |     |    |    |       |       |  |  |  |  |  |  |  |  |  |  |  |  |  |  |  |
| Ranking na koniec roku | – | 564 | 309 | 460 | 591 | 510 | 655 | 226 | 90 |    | 0 / 9 | 2 – 8 |  |  |  |  |  |  |  |  |  |  |  |  |  |  |  |

### Występy w grze mieszanej
Wang Xiyu nigdy nie startowała w rozgrywkach gry mieszanej podczas turniejów wielkoszlemowych.

## Finały turniejów WTA
| Legenda                   | Legenda |
| ------------------------- | ------- |
| Wielki Szlem              |         |
| Igrzyska olimpijskie      |         |
| WTA Tour Championships    |         |
| od 2021                   |         |
| WTA 1000 (obowiązkowe)    |         |
| WTA 1000 (nieobowiązkowe) |         |
| WTA 500                   |         |
| WTA 250                   |         |
| WTA 125                   |         |

### Gra pojedyncza 2 (1–1)
| Końcowy wynik | Nr | Data             | Turniej | Nawierzchnia | Przeciwniczka | Wynik finału |
| ------------- | -- | ---------------- | ------- | ------------ | ------------- | ------------ |
| Zwyciężczyni  | 1. | 23 września 2023 | Kanton  | Twarda       | Magda Linette | 6:0, 6:2     |
| Finalistka    | 1. | 3 marca 2024     | Austin  | Twarda       | Yuan Yue      | 4:6, 6:7(4)  |

## Finały turniejów WTA 125

### Gra pojedyncza 1 (0–1)
| Końcowy wynik | Nr | Data            | Turniej  | Nawierzchnia | Przeciwniczka | Wynik finału  |
| ------------- | -- | --------------- | -------- | ------------ | ------------- | ------------- |
| Finalistka    | 1. | 12 czerwca 2022 | Walencja | Ceglana      | Zheng Qinwen  | 4:6, 6:4, 3:6 |

## Występy w Turnieju WTA Elite Trophy

### W grze podwójnej
| Rok  | Rezultat     | Partnerka | Przeciwniczki                                             | Wynik                    |
| 2023 | Faza grupowa | Xu Yifan  | Miyu Katō Aldila Sutjiadi Ulrikke Eikeri Ludmyła Kiczenok | 6:4, 5:7, 10–12 6:3, 6:2 |

## Wygrane turnieje singlowe rangi ITF
| turnieje z pulą nagród 100 000 $ |
| turnieje z pulą nagród 80 000 $  |
| turnieje z pulą nagród 60 000 $  |
| turnieje z pulą nagród 25 000 $  |
| turnieje z pulą nagród 15 000 $  |
| turnieje z pulą nagród 10 000 $  |

### Gra pojedyncza
|    | Data       | Turniej             | Kat. | ($)    | Naw.   | Finalistka       | Wynik         |
| 1. | 11/08/2018 | Nonthaburi          | ITF  | 25 000 | twarda | Barbora Štefková | 6:3, 7:5      |
| 2. | 26/08/2018 | Tsukuba             | ITF  | 25 000 | twarda | Zhang Kailin     | 3:6, 7:5, 7:5 |
| 3. | 19/05/2019 | La Bisbal d’Empordà | ITF  | 60 000 | ziemna | Dalma Gálfi      | 4:6, 6:3, 6:2 |

## Występy w igrzyskach olimpijskich

### Gra pojedyncza
| Runda                                                                  | Przeciwniczka                                         | Wynik    |
| ---------------------------------------------------------------------- | ----------------------------------------------------- | -------- |
|                                                                        |                                                       |          |
| Letnie Igrzyska Olimpijskie w Paryżu 2024, reprezentując państwo Chiny |                                                       |          |
| I runda                                                                | Czechy: Linda Nosková                                 | 6:3, 6:3 |
| II runda                                                               | Indywidualni sportowcy neutralni: Diana Sznajder [15] | 6:3, 6:1 |
| III runda                                                              | Polska: Iga Świątek [1]                               | 3:6, 4:6 |

## Finały juniorskich turniejów wielkoszlemowych

### Gra pojedyncza
| Końcowy wynik | Rok  | Turniej | Nawierzchnia | Przeciwniczka | Wynik finału |
| Zwyciężczyni  | 2018 | US Open | Twarda       | Clara Burel   | 7:6(4), 6:2  |

### Gra podwójna
| Końcowy wynik | Rok  | Turniej   | Nawierzchnia | Partnerka    | Przeciwniczki                     | Wynik finału |
| Finalistka    | 2017 | US Open   | Twarda       | Lea Bošković | Olga Danilović Marta Kostiuk      | 1:6, 5:7     |
| Zwyciężczyni  | 2018 | Wimbledon | Trawiasta    | Wang Xinyu   | Catherine McNally Whitney Osuigwe | 6:2, 6:1     |